# Morgan Lake
Morgan Lake, född 12 maj 1997, är en brittisk friidrottare som tävlar i höjdhopp.

## Karriär
Lake tog guld vid juniorvärldsmästerskapen 2014 i både höjdhopp och sjukamp. Hon har medverkat vid OS 2016 och vid OS 2020.